# Mycoplasma cottewii
Mycoplasma cottewii è una specie di batterio appartenente alla famiglia delle Mycoplasmataceae.